# Tres (empresa)
Tres és un grup d'empreses familiar dedicat a la fabricació integral i comercialització d'aixeteries tant per bany com per cuina, columnes d'hidromassatge i accessoris. L'empresa té la seu central a Vallirana (Barcelona) i diverses filials repartides per Europa.

## Història
El 1968 en Jaume Tres, el qual treballava en una empresa dedicada a la fabricació d'aixeteria, va dissenyar una nova aixeta per botes de vi. Va idear un sistema en el qual el vi no feia escuma al sortir i que a més evitava l'entrada de mosquits. Atès que el seu capatàs no va valorar la idea i que tampoc disposava de medis propis per produir l'aixeta, en Jaume va decidir patentar el prototip, instal·lar-lo a una bodega i seguir amb la seva feina habitual. Per altra banda els seus dos fills grans van muntar un petit taller mecànic a Ordal, on reparaven diversos objectes i realitzaven soldadures per altres empreses en el seu temps lliure. Aquest projecte va anar creixent fins al punt que van decidir deixar els seus respectius treballs i fundar la seva pròpia empresa.
El 1970 la pressió per part dels fills va fer que en Jaume Tres també passes a formar part del taller, on van començar a desenvolupar aixetes pel sector vinícola mentre els seus fills compaginaven l'activitat productiva amb la seva formació com a delineants.
La comercialització d'aixetes va iniciar-se en el 1972 mitjançant un acord firmat amb la ferreteria Ustrell (Vilafranca del Penedès), moment en el qual Tres Griferia va començar oficialment la seva activitat comercial. La seva representació es basava amb les productores vitivinícoles de les comarques aragoneses per subministrar les aixetes que produïen.
El 1975 van haver-hi dos grans canvis: per una banda el germà petit es va incorporar a l'empresa i per l'altra es va iniciar la fabricació d'aixeteria de cuina i pel sector sanitari. A poc a poc van anar incorporant aixeteria per jardí i vàlvules per vàters que van vendre a diverses companyies d'aigua de Catalunya. Els següents anys els 3 germans, juntament amb la seva germana, es van dividir les funcions executives instaurant així l'inici de l'empresa consolidada.

## Tres Fundació
L'any 2011 es va crear Tres Fundació Privada gràcies a un acord d'enclavament social amb Mas Albornà. Aquesta fundació es dedica a la inserció laboral i integració social de les persones amb discapacitat, trastorns mentals o risc d'exclusió.